# Costa Diadema
O Costa Diadema é um navio de cruzeiro da classe Dream operado pela Costa Crociere e de propriedade da Carnival Corporation & plc. É o único navio da classe Dream à ser operado pela Costa.
Construído pelo estaleiro Fincantieri em Marghera, Itália entrou em serviço em novembro de 2014, partindo de Trieste e efetuando escala em Dubrovnik, Corfú, Malta, Nápoles e Gênova. Foi apelidado pela companhia de "Rainha do Mediterrâneo", e navegou exclusivamente neste mar durante seus primeiros anos de operação.
O nome Diadema foi escolhido em 2012, no momento em que a construção foi iniciada. No italiano, diadema se refere a um tipo de tiara ou coroa, normalmente utilizada pela realeza.  Até então, o navio era conhecido como como "Super Costa".  
Navegou pela primeira vez em julho de 2014, quando realizou testes de navegação no mar Adriático. Foi batizado em novembro do mesmo ano, na cidade de Gênova, berço da Costa Crociere. 
Foi, durante muitos anos, o maior navio de cruzeiro com bandeira italiana, e também um dos maiores construídos na Itália. 
Apesar da expectativa de que o navio estreasse em águas brasileiras no verão 2019/2020, o navio permaneceu no Hemisfério Norte, alternando entre temporadas no Mediterrâneo e no Oriente Médio .  
Sua chegada ao Brasil ocorreu apenas no verão 2021/2022, quando foi escalado, em última hora, para substituir o Costa Smeralda na temporada nacional tendo presentes no evento de estreia o ministro do turismo Gilson Machado e o humorista Oscar Filho, primeiro humorista brasileiro residente a se apresentar num dos navios da Costa Crociere na costa brasileira.  

## Facilidades
O navio tem como tema central a realeza, remetendo ao nome da embarcação. Diferentemente de outros navios da frota, o tema não é tão presente na decoração da embarcação, estando presente apenas nas peças de arte espalhadas pelas áreas públicas. 
Como parte da classe Dream, traz facilidades diferentes dos outros navios da frota, como uma promenade externa que circunda o navio e conta com jacuzzis, espreguiçadeiras, ginásios e área externa de restaurantes. 
É também o primeiro navio da frota a oferecer uma variedade de restaurantes e bares temáticos, são eles: a cervejaria Dresden Green, o Wine Bar, a sorveteria Amarillo, o restaurante Teppanyakki, a Pizzeria Piazza, o restaurante premium Club Diadema, além do light Samsara. 